# Терезіанський кодекс
Терезіанський кодекс (лат. Codex Theresianus) — австрійський кримінальний кодекс.

## Історія
У 1753 році імператриця Марія Терезія започаткувала комісію для кодифікації загальноавстрійського цивільного та кримінального права. Ця комісія склала терезіанський кодекс цивільного права (1767), вкрай недосконалий і тому незабаром потребував змін. За рік було видано й карний кодекс, відомий під назвою Nemesis Theresiana або Constitutio criminalis Theresiana (Терезіана).

## Терезіана
Кодекс складався з двох частин, із яких перша належала до процесуального, а друга — до матеріального права. Кодекс мав жорстокий характер, дозволялося застосування тортур, скасованих, щоправда, 1776, насамперед завдяки наполяганням державного радника Йозефа фон Зонненфельда. У кодексі вперше були викладені початки міжнародного гуманітарного права, зокрема стосовно відносин з іноземними судами й виконавчими службами.
Злочини в Терезіані розділялися на дуже тяжкі, тяжкі та легкі. Покарання особи, що вчинила легкі, а особливо дуже тяжкі та тяжкі, призначалися дуже суворі, зокрема різні види смертної кари та тілесні покарання. За легкі злочини могли бути призначені штрафи та конфіскація майна.